# Thalía's Hits Remixed
En los comienzos del año 2003, Thalía puso a todo el mundo a bailar con las versiones remezcladas de sus grandes éxitos recopilados en Thalia's Hits Remixed (EMI), su tercer álbum recopilatorio y el décimo en general. Conocidos DJ y mezcladores como Hex Hector, Mac Quayle, Pablo Flores, DJ Cuca, los españoles Asap & PM Project y Hitmakers Rodrigo Kuster y Fabio Tabach, entre otros, transformaron creativamente los éxitos de Thalía en canciones "dance" llenas de pura energía.
El álbum incluye extraordinarias versiones remezcladas de las canciones "It's My Party", "Piel morena" y "The Mexican, Dance, Dance" y una mezcla de "Entre el mar y una estrella" y "Arrasando". La producción fue lanzada en forma de CD interactivo e incluye el vídeo de "¿A quién le importa?". 
Thalia¹s Hits Remixed fue uno de los "Top 20 Electronic Albums" del 2003 en la lista de popularidad de Billboard y ganó un Dance Music Award ("Mejor Canción Dance Latino" con "The Mexican, Dance, Dance"). La distribución de este material fue de edición limitada para coleccionistas.

## Lista de canciones
1. "¿A quién le importa?" (Club Mix Hex Hector-Mac Qualye Re-Mixes) – 7:12 (Carlos Berlanga/Nacho Canut)
2. "It's My Party" (English Version) – 3:56 (Thalía°/Emilio Estefan/Lawrence Dermer/Robin Dermer)
3. "Amor a la mexicana" (Cuca's Fiesta Mix) – 6:49 (Mario Pupparo)
4. "Piel morena" (Hitmakers Remix) – 5:12 (Kike Santander)
5. "Mujer latina" (Remix "España") – 3:52 (Kike Santander)
6. "The Mexican "Dance Dance"" (Hex Hector-Mac Qualye Radio Remix) – 3:26 (Alan Shacklock/Cory Rooney°/J.C. Olivier/Samuel Barnes)
7. "No me enseñaste" (Estéfano Remix) – 4:18 (Estéfano°/Julio C. Reyes)
8. "Entre el mar y una estrella" (Pablo Flores Club Mix) – 10:50 (Marco Flores)
9. "Por amor" (Primera Vez Remix) – 4:39 (Kike Santander)
10. "Tú y yo" (Ballad Version) – 3:28 (Estéfano°/Julio C. Reyes)
11. "Entre el mar y una estrella/Arrasando" (Medley) – 6:37 (Marco Flores; Thalía°/Emilio Estefan/Lawrence Dermer/Robin Dermer)
12. "¿A quién le importa?" (Bonus Enhanced Video) (Carlos Berlanga/Nacho Canut)

Se marca con un (°) al quien hizo letra y música entre los que hicieron música únicamente.

## Charts
| Chart (2003                          | Peak               | Sales/Simphements       | Certifications   |
| ------------------------------------ | ------------------ | ----------------------- | ---------------- |
| U.S. Billboard Top Electronic Albums | 4[cita requerida]  |                         |                  |
| U.S. Billboard Top Heatseekers       | 26[cita requerida] |                         |                  |
| U.S. Billboard Top Latin Albums      | 7[cita requerida]  | 100 000[cita requerida] | Disco de Platino |
| U.S. Billboard Latin Pop Albums      | 4[cita requerida]  |                         |                  |

- Datos: Q1051153